# John W. Campbell
John Wood Campbell, Jr. (n. 8 iunie 1910, Newark, New Jersey, SUA – d. 11 iulie 1971, Mountainside⁠(d), New Jersey, SUA) a fost o personalitate influentă în lumea americană a science fiction-ului. Ca editor al revistei Astounding Science Fiction (mai târziu redenumită Analog Science Fiction and Fact), din 1937 până la moartea sa, el este în general recunoscut ca un promotor al așa zisei Generații de Aur a Science Fiction-ului. A fost descoperitorul unor scriitori ca Isaac Asimov, Lester del Rey, Robert A. Heinlein, Theodore Sturgeon și A. E. van Vogt.